# علي نعمتي
علي نعمتي (بالفارسية: علی نعمتی)؛ وُلد في 7 فبراير 1996) هو لاعب كرة قدم إيراني، يلعب في مركز الدفاع لصالح نادي فولاد خوزستان في دوري المحترفين الإيراني، والمنتخب الإيراني.

## المسيرة مع الأندية

### برسبوليس

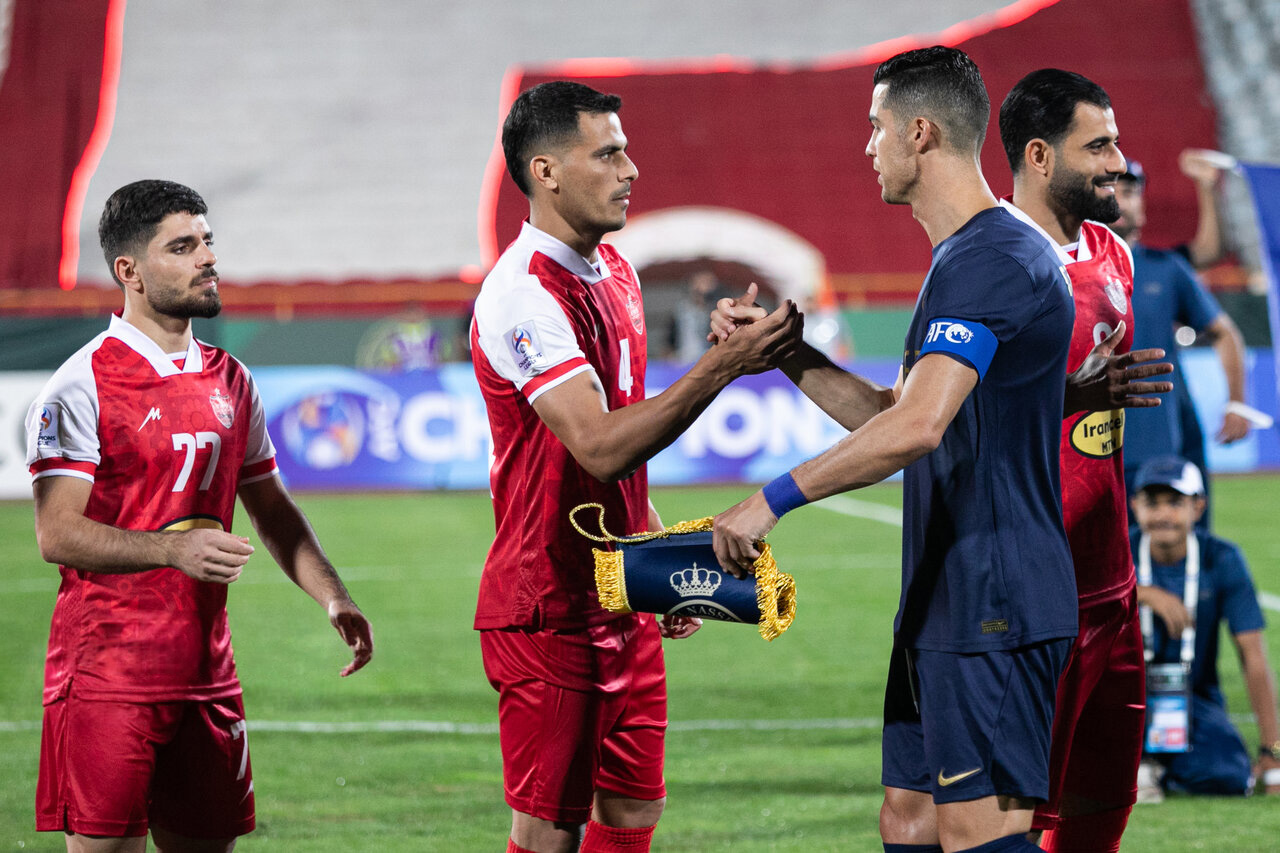
نعمتي وكريستيانو رونالدو قبل مباراة في دوري أبطال آسيا عام 2023

في 24 أغسطس 2021، وقع نعمتي عقدًا لمدة ثلاث سنوات مع نادي برسبوليس، بطل دوري المحترفين الإيراني.

## المسيرة الدولية
خاض نعمتي أول مباراة دولية له مع منتخب إيران لكرة القدم في 10 أكتوبر 2024، ضمن تصفيات كأس العالم 2026 – آسيا المرحلة الثالثة ضد أوزبكستان على ملعب ملعب ملي. لعب المباراة كاملة والتي انتهت بالتعادل 0–0.